# Agustín Velotti
Agustín Velotti (* 24. Mai 1992 in Larroque, Provinz Entre Ríos) ist ein argentinischer Tennisspieler.

## Karriere
In seiner Juniorenkarriere konnte Agustín Velotti 2010 die Einzelkonkurrenz der Junioren bei den French Open gewinnen. Er erreichte Platz 2 der Juniorenliste.
Agustín Velotti konnte bislang vor allem auf der ITF Future Tour Erfolge feiern. Auf der ATP Challenger Tour gewann er außerdem einen Titel im Einzel, 2013 in Rio de Janeiro sowie einen Titel im Doppel, 2012 in Lima. Zum 6. August 2012 durchbrach er erstmals die Top 200 der Weltrangliste im Einzel.

## Erfolge
| Legende (Anzahl der Siege)  |
| Grand Slam                  |
| ATP World Tour Finals       |
| ATP World Tour Masters 1000 |
| ATP World Tour 500          |
| ATP World Tour 250          |
| ATP Challenger Tour (3)     |

### Einzel

#### Turniersiege
| Nr. | Datum             | Turnier        | Belag | Finalgegner | Ergebnis |
| --- | ----------------- | -------------- | ----- | ----------- | -------- |
| 1.  | 11. August 2013   | Rio de Janeiro | Sand  | Blaž Rola   | 6:3, 6:4 |
| 2.  | 4. September 2016 | Curitiba       | Sand  | André Ghem  | 6:0, 6:4 |

### Doppel

#### Turniersiege
| Nr. | Datum        | Turnier | Belag | Partner          | Finalgegner               | Ergebnis   |
| --- | ------------ | ------- | ----- | ---------------- | ------------------------- | ---------- |
| 1.  | 8. Juli 2012 | Lima    | Sand  | Facundo Argüello | Claudio Grassi Luca Vanni | 7:64, 7:65 |